# Fuel to the Flames
Fuel to the Flames è il settimo album in studio del gruppo musicale tedesco Bonfire, pubblicato nel 1999.

## Tracce
1. Daytona Nights (Claus Lessmann, Hans Ziller, Uwe Köhler, Chris Lausmann, Jürgen Wiehler) – 3:51
2. Don't Go Changing Me (Lessmann, Ziller) – 3:43
3. Proud of My Country (Lessmann, Ziller) – 4:58
4. Sweet Home Alabama (Ed King, Ronnie Van Zant, Gary Rossington) – 4:10
5. Rebel Pride (Lessmann, Ziller) – 5:09
6. Goodnight Amanda (Lessmann, Ziller) – 5:23
7. Ode an die freude (Ludwig van Beethoven, Lessmann, Ziller) – 1:01
8. Thumbs Up for Europe (Lessmann, Ziller) – 3:47
9. Bandit of Love (Lessmann, Ziller) – 4:44
10. Break Down the Walls (Lessmann, Ziller) – 5:19
11. Heat in the Glow (Lessmann, Ziller) – 3:37
12. Life After Love (Lessmann, Ziller) – 5:48
13. If It Wasn't for You (Lessmann, Ziller) – 5:05
14. Can't Stop Rockin' (Lessmann, Ziller) – 3:31

## Formazione
- Claus Lessmann - voce, cori, chitarra
- Hans Ziller - voce, chitarre, cori
- Chris Lausmann - chitarre, tastiere, cori
- Uwe Köhler - basso, cori
- Jürgen Wiehler - batteria, cori